# Wilson Boit-Kipketer
Wilson Boit-Kipketer, född 6 oktober 1973, är en före detta kenyansk friidrottare som tävlade i hinderlöpning.
Boit-Kipketer slog igenom vid VM 1997 i Aten där han vann guld på 3 000 meter hinder. Två år senare vid VM 1999 slutade han tvåa. Samma resultat blev det vid OS 2000 i Sydney.
Boit-Kipketers personliga rekord på 3 000 meter hinder är 7.59,08 från Zürich 1997 vilket då var världsrekord. Tiden stod sig i elva dagar innan landsmannen Bernard Barmasai noterade ett nytt världsrekord.